# Парадокс загублено
«Парадокс загублено» (англ. Paradox Lost) — коротка науково-фантастична повість американського письменника Фредріка Брауна, вперше надрукована у жовтні 1943 року на сторінках журналу «Аналог: наукова фантастика та факти» (№ 155). 

## Стислий сюжет
1953 рік. Шорті Мак-Кейб – студент коледжу. Зараз він проходить курс «Чистої логіки» і дуже нудьгує. Що йому слід було зробити, так це записатися на курс палеонтології, тому що це дисципліна, яку він дуже любить. Тим часом, щоб побороти свою нудьгу, він любить дивитися в повітря, а довкола — у клас.
Раптом він помічає біля себе щось дивне: муха раптово зникає з його поля зору, а потім знову з’являється через декілька секунд, ніби виринає з нічого. Він поступово розуміє, що в просторі поблизу нього щось є.
Через деякий час він простягає руку, і рука зникає! Потім, кидає ручку і скріпки, вони теж зникають!
Він мужньо стрибає в таємничий простір: опиняється в своєрідній «дірі», в якій темно. Але поблизу нього хтось є...
Цей хтось каже йому, що Шорті опинився у 1958 році, у притулку для божевільних, і що, хоча він й божевільний, але створив машину часу. Шорті щойно увійшов до машини, досить просто.
Чоловік також наголошує, що винайшов машину часу, оскільки він божевільний: така машина не може існувати для раціонального розуму, яка створила б занадто багато парадоксів, і лише божевільний може розглянути можливість її створення, що «він й зробив».
Чоловік також уточнює, що обидва, Шорті й він, живуть разом у машині, але на дві різні дати, 1953 і 1958 рік. Він, божевільний, слухає курс палеонтології 1958 року: професор пояснює зникнення динозаврів кометою, що впала на Землю. Важливе питання: це божевільні винищували динозаврів за допомогою рогаток ? 
Шорті, спробував підловити його логікою, та запитує, як їм вдалося знищити великих динозаврів, дуже великих; божевільний відповідає йому, що вони використовували «просто, більші рогатки»!
Шорті простягає руку й бере щось до неї. Божевільний пояснює йому, що він витяг руку в 1958 році і щойно смикнув за волосся симпатичного рудого студента. Більше того, завдяки йому викладач щойно запросив дівчину залишитися після уроку: у вчителя має бути остаточна ідея, бо треба сказати, що учениця дуже гарна.
Шорті хоче повернутися в 1953 рік. Вийти з «машини» не складно, потрібно зробити лише декілька кроків. І всі в кімнаті логіки сміються з нього, бачачи, що він біля дверей виглядає ошелешеним!
Але минають дні, тижні, і Шорті забуває про цю дивну пригоду.
Він швидко кинув вивчення логіки і звернувся до палеонтології.
За декілька років він отримав диплом і став викладачем.
1958 рік. Шорті в класі і пояснює, що динозаври зникли з поверхні землі через комету.
|  | ... () Саме тоді рудоволоса дівчина підскочила, стримуючи крик. — Міс Вілліс, — сказав професор МакКейб, — щось не так? — Я… У мене було враження, що мене тягнуть за волосся, сер, — сказала дівчина, почервонівши, що зробило її більш невгамовною, ніж будь-коли. Вибачте, я, мабуть, заснула. Він подивився на неї — суворо, бо всі погляди були на нього. Але саме цієї нагоди він чекав. — Міс Вілліс, — сказав він, — залишіться після уроків, будь ласка. |